# Trichoniscus circuliger
Trichoniscus circuliger är en kräftdjursart som beskrevs av Karl Wilhelm Verhoeff 1931B. Trichoniscus circuliger ingår i släktet Trichoniscus och familjen Trichoniscidae. Inga underarter finns listade i Catalogue of Life.